# Casaforte

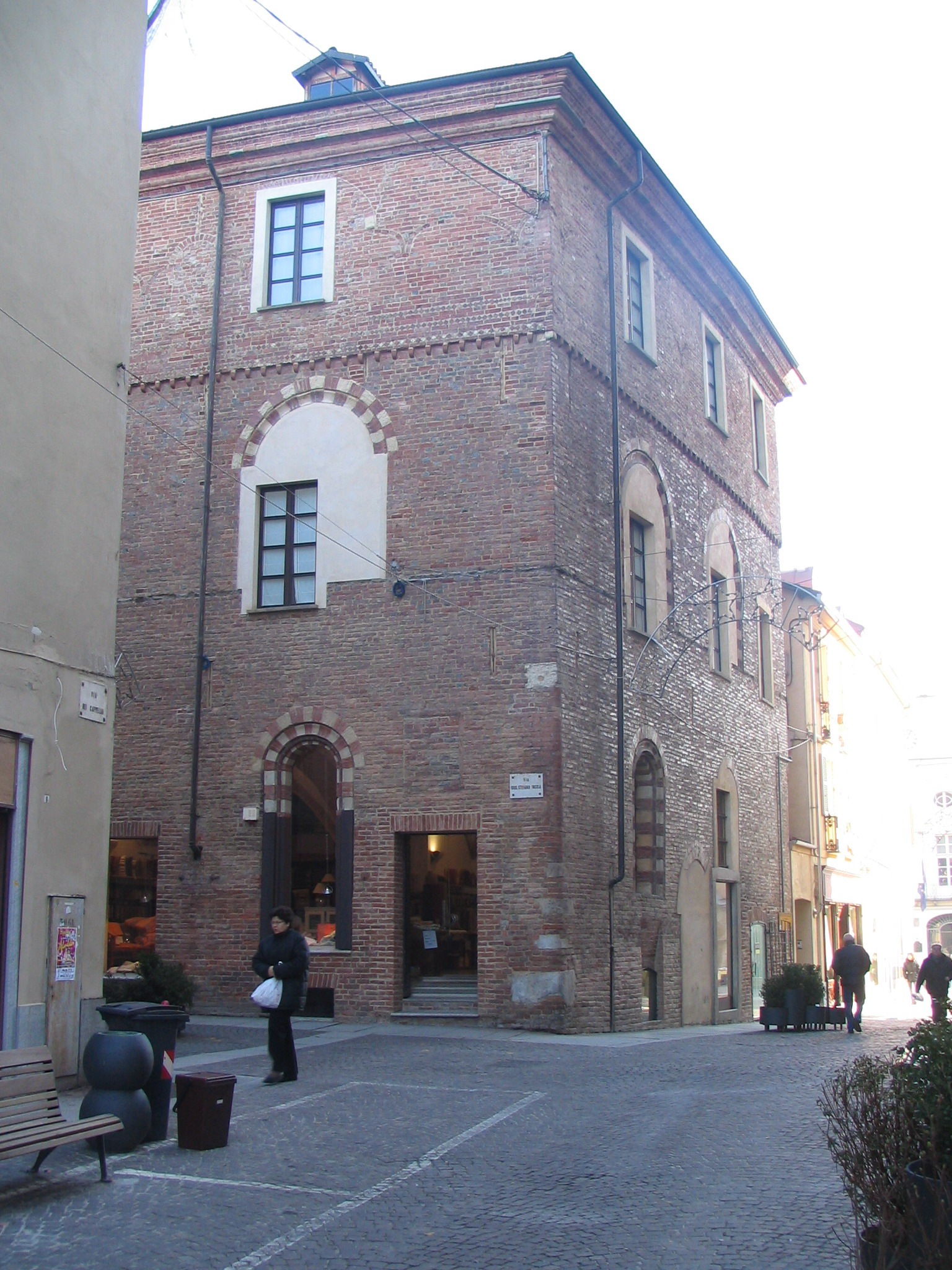
Asti, il Palazzo del Podestà

La casaforte è un'antica residenza signorile fortificata del periodo medievale che ebbe il suo maggiore sviluppo nel periodo dei liberi comuni (XII - XIV secolo). Era una "costruzione protetta", utilizzata sia dal signore rurale per conservare i prodotti agricoli ed impedirne furti, sia dai nobili delle città che, per la difesa, utilizzarono la costruzione di questi edifici collegati tra di loro da cortine murarie e protetti da torri, in modo da costituire un territorio sicuro e difendibile per il gruppo familiare ed i suoi alleati.
Il cuore della struttura fortificata era la torre, una massiccia costruzione quadrata che si sviluppava verticalmente, circondata alla cima da un muro merlato.

## L'architettura
L'edificio, di solito a pianta rettangolare, poteva essere costituito da due o tre piani congiunti internamente da scale di legno. Poteva essere presente un piano seminterrato, il fondaco.
La struttura, nata in un primo tempo prettamente per la difesa, era caratterizzata dai seguenti punti fondamentali:
- accentuato sviluppo verso l'alto;
- chiusura totale e fortificazione del piano terreno che in un primo tempo non aveva comunicazioni verso l'esterno;
- ogni piano era costituito da uno o due ambienti con scarsa illuminazione a causa delle minime aperture verso l'esterno;
- ingresso sopraelevato il più delle volte raggiungibile con scale e passerelle mobili;
- assenza di grandi rifiniture o fregi pregiati.

Generalmente il piano terra fungeva da cucina, il primo da abitazione del Signore e il terzo da alloggio per la servitù.
Con l'avvento della Signoria, la casaforte perse la sua tipica connotazione difensiva e con il tempo ne venne modificata la struttura,  passando da "castrum" fortificato a "domus" per le funzioni residenziali, produttive ed economiche.
Sul lato dell'edificio rivolto alla via principale veniva costruito un portone carraio, attraverso il quale si accedeva alla corte, un ampio cortile interno dove era presente il rustico, il giardino e l'orto interno.
Esternamente comparvero le finestre a sesto acuto, che potevano essere divise verticalmente in due, tre o quattro aperture da colonnine o da pilastrini su cui appoggiavano gli archi.
A seconda del numero di aperture, la finestra poteva essere classificata in monofora (un'unica apertura), bifora (due aperture), trifora (tre aperture), quadrifora (quattro aperture).
Spesso le finestre presentavano un'ulteriore incorniciatura ad arco e nello spazio tra gli archi erano inserite una decorazione, uno stemma o un'apertura circolare.
Nel periodo rinascimentale, molte finestre cambiarono foggia, trasformandosi in rettangolari divise da una crociera centrale (finestroni crociati).
Il piano nobile era il primo piano della casaforte, così chiamato perché era la residenza vera e propria della famiglia ed era solitamente affrescato e decorato con le imprese della famiglia o contava generalmente le migliori decorazioni interne di tutto l'edificio.
Il piano seminterrato o fondaco, che ebbe il suo principale sviluppo nel XIII secolo, era costruito con un'unica volta a botte, solitamente sostenuta da archi trasversali; era un ambiente adibito a deposito per il ricovero delle merci. Il locale solitamente aveva tre aperture che davano sulla via principale: l'apertura centrale era più alta e permetteva il transito delle persone; le altre due, più basse, erano utilizzate per il carico e lo scarico delle merci.

## Galleria d'immagini

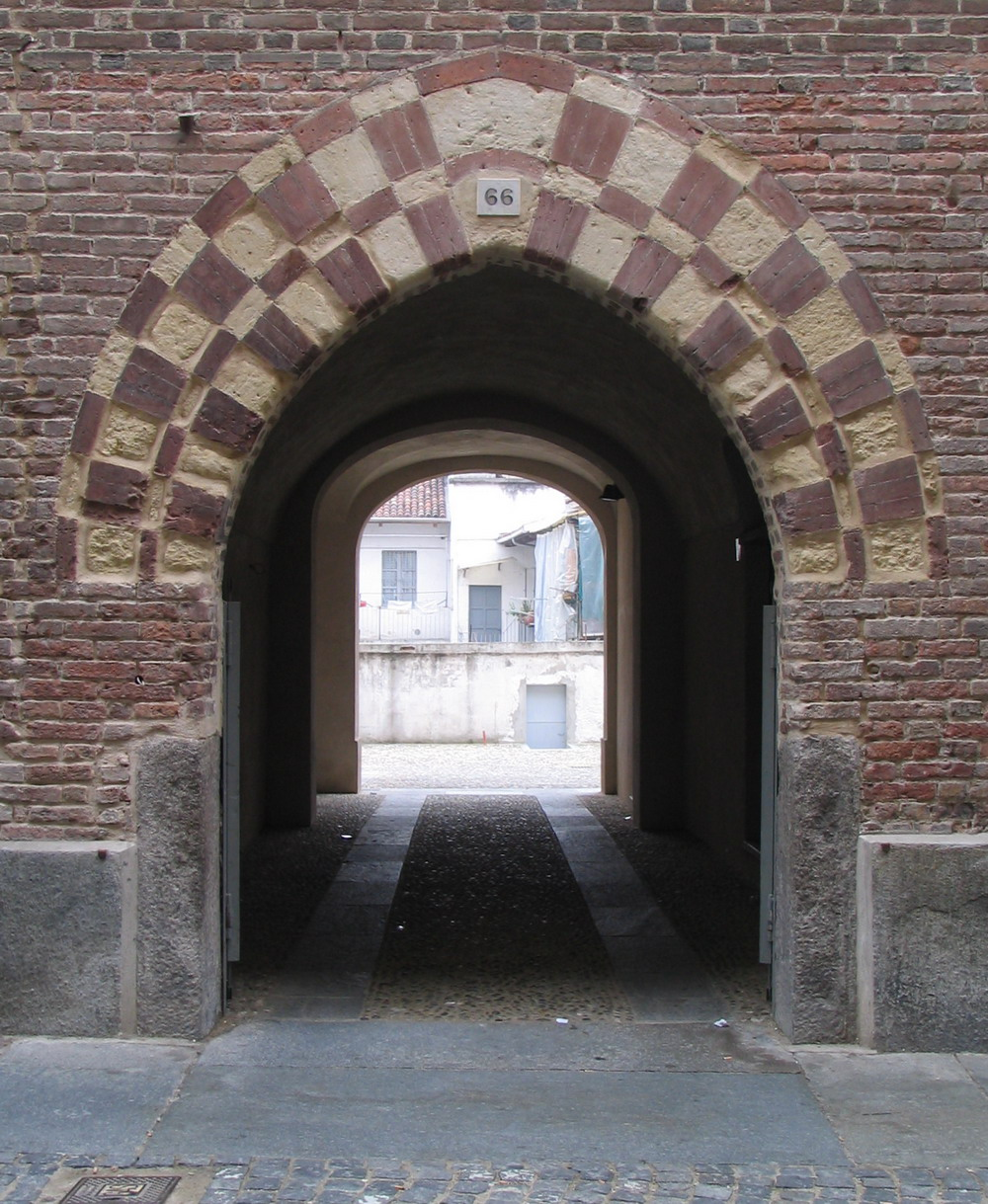
Porta carraia di Palazzo Catena ad Asti
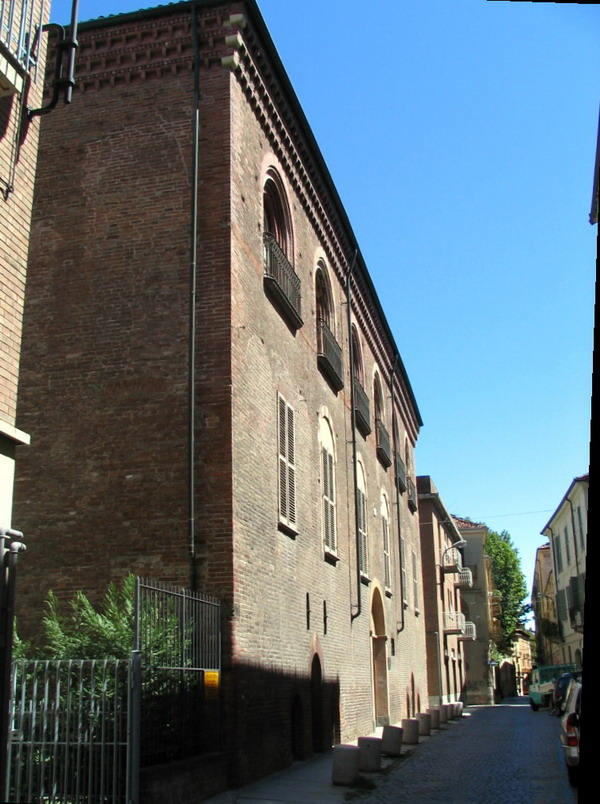
Palazzo Zoya ad Asti
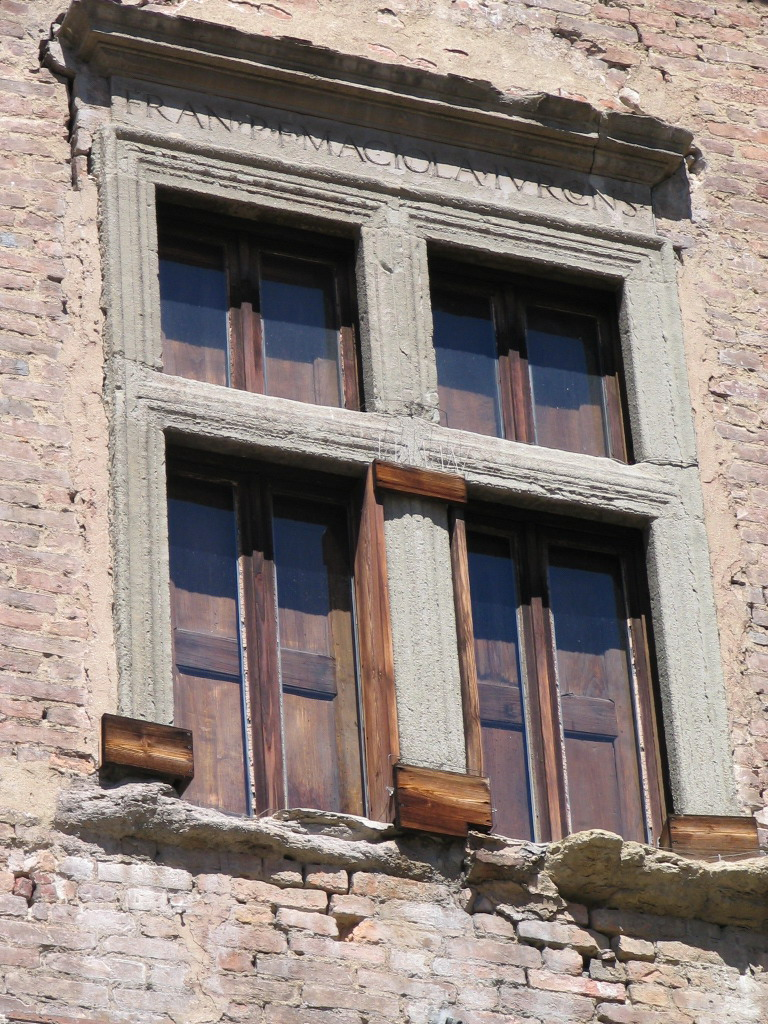
Esempio di finestra crociata o "guelfa", Palazzo Mazzola
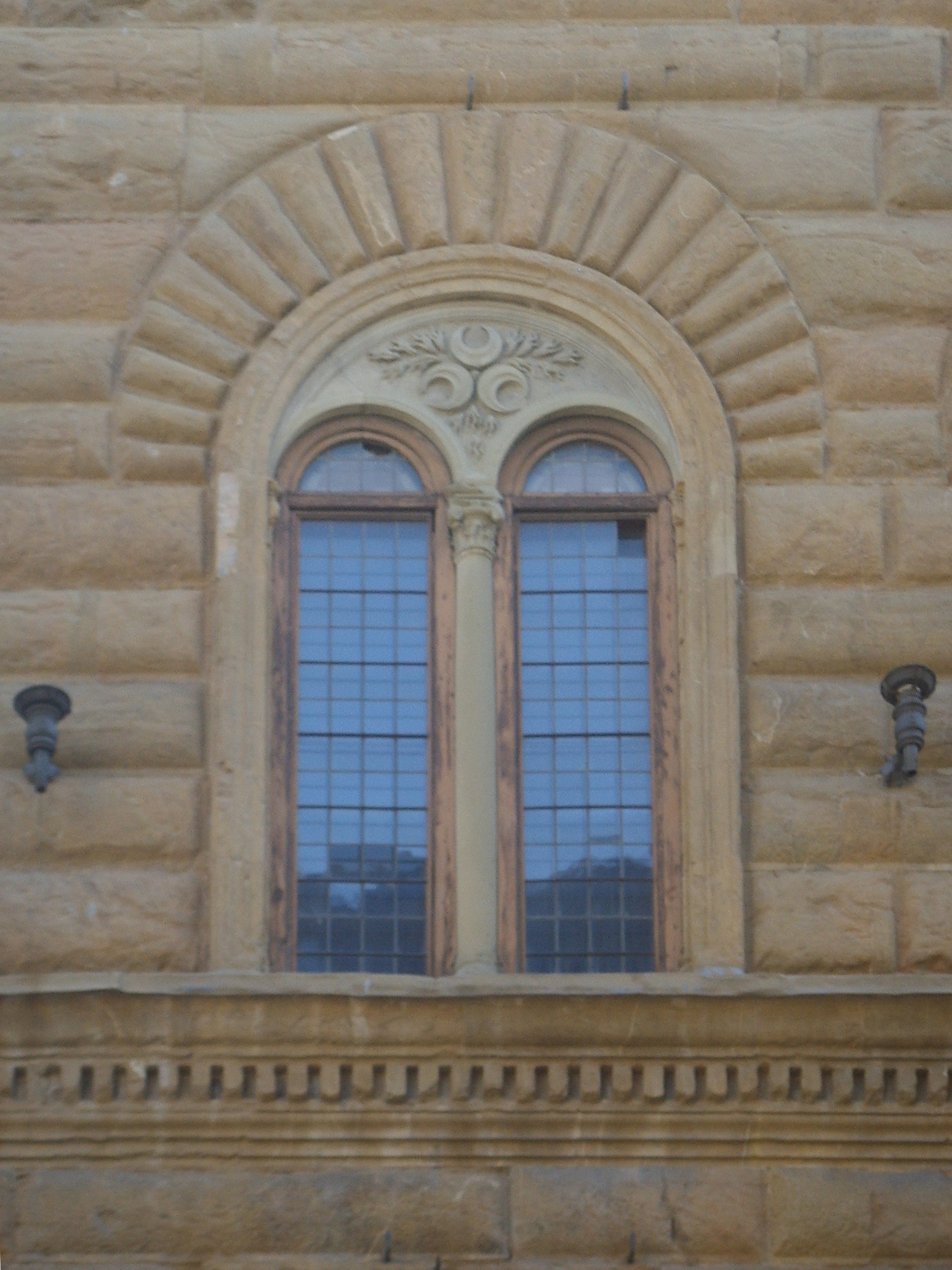
Una bifora rinascimentale, Palazzo Pazzi, Firenze

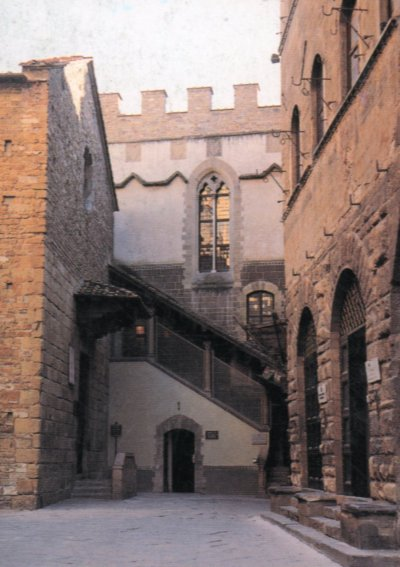
Il Palagio di Parte Guelfa a Firenze
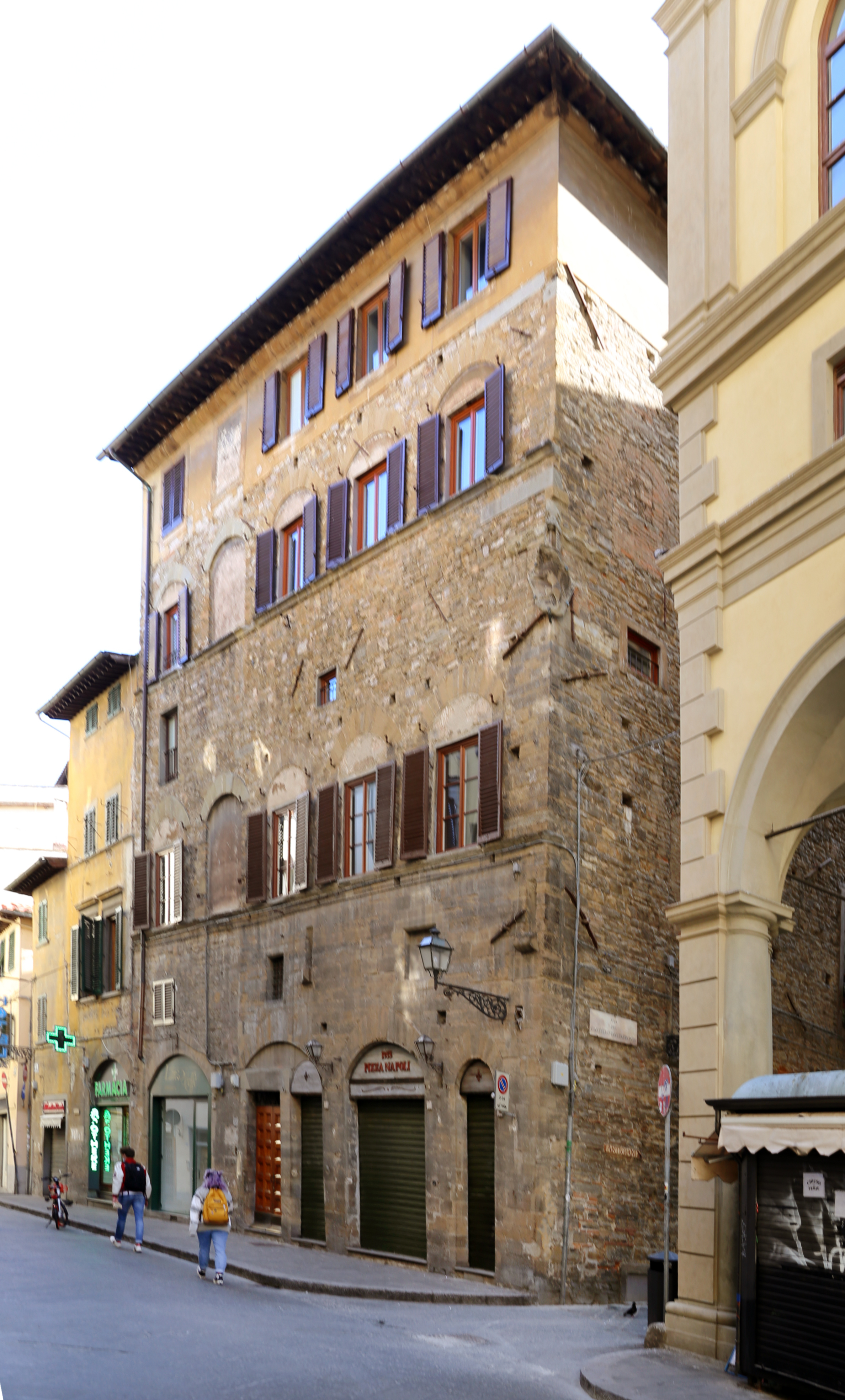
Palazzo Fagni-Da Diacceto a Firenze
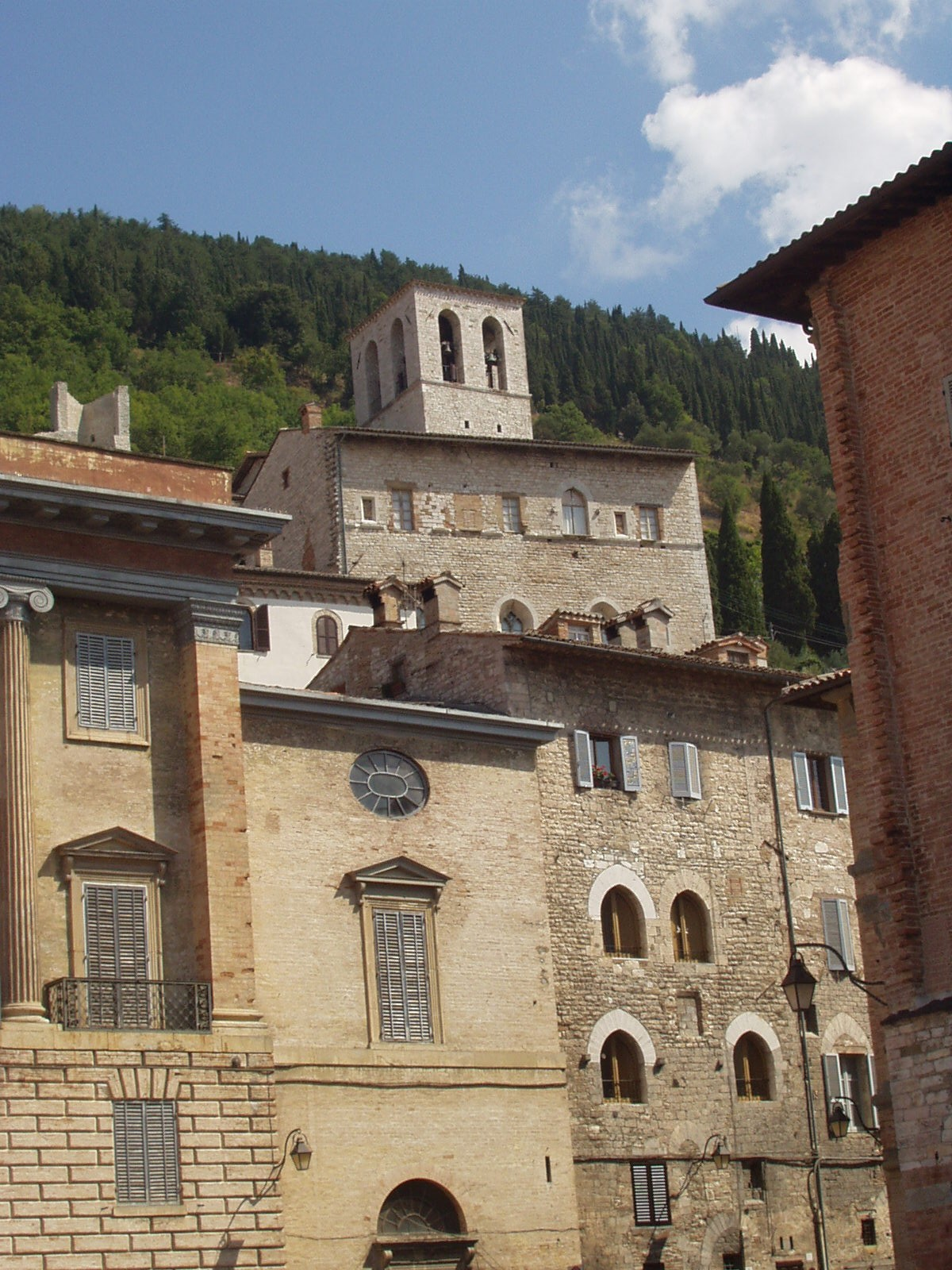
Esempi di caseforti a Gubbio
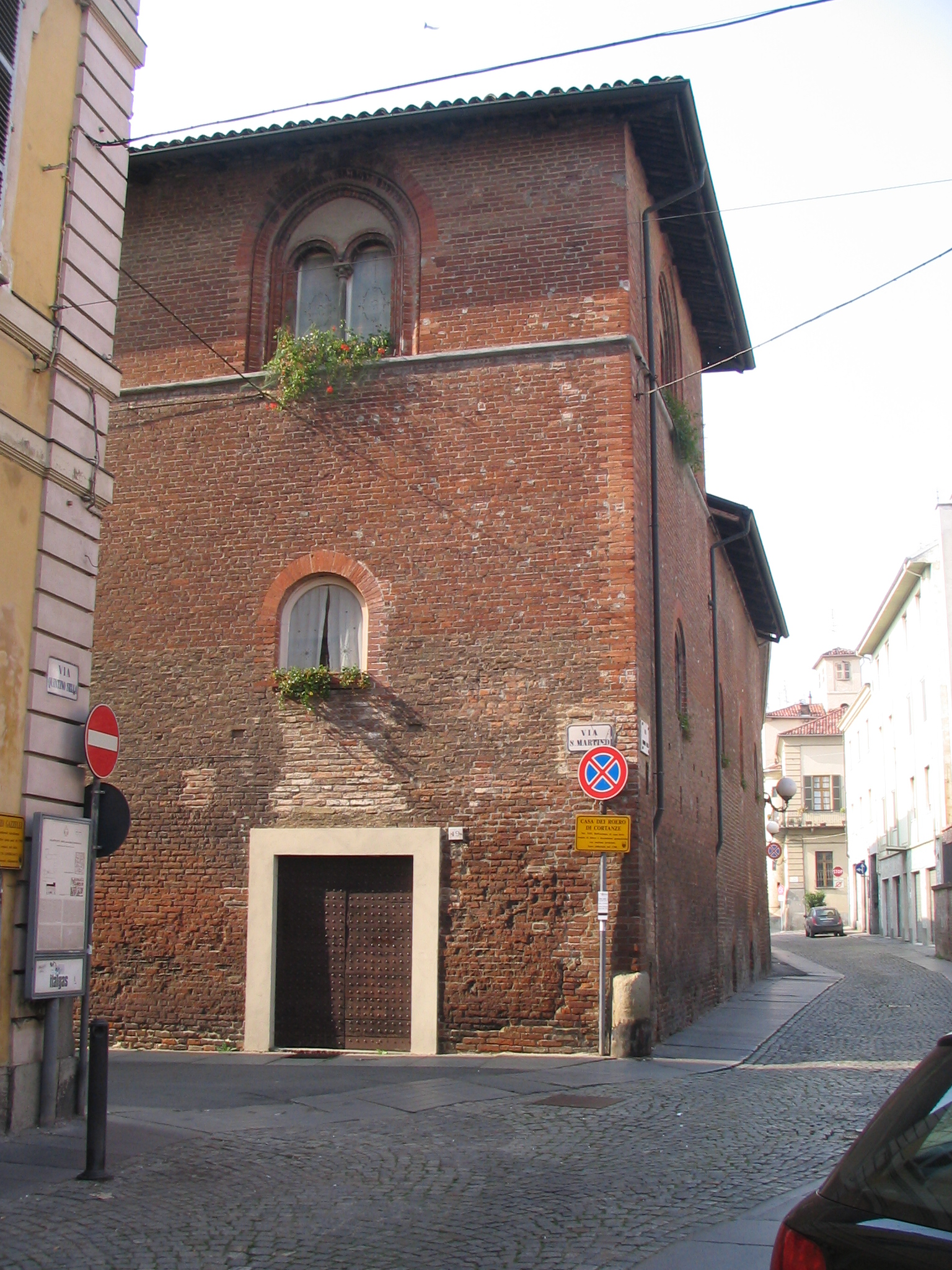
Casa Roero di Cortanze  ad Asti